# Milchplatz

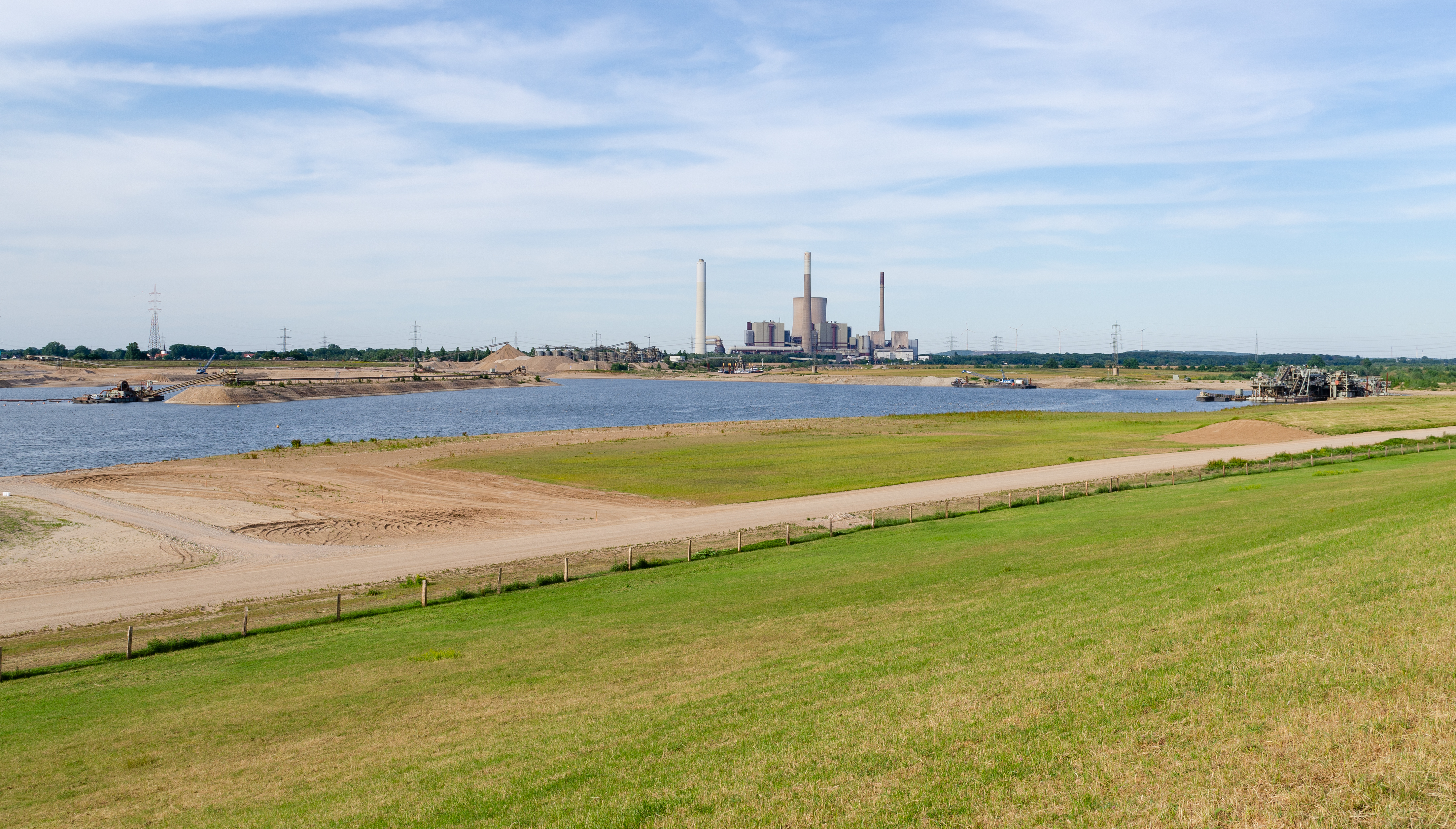
Kieswerk am Milchplatz

Milchplatz ist ein Weiler im Stadtbezirk Orsoy der Stadt Rheinberg nördlich von Eversael, im Orsoyer Rheinbogen. Vor der kommunalen Umgliederung im Jahre 1975 gehörte Milchplatz zur Stadt Orsoy. Bei Milchplatz ist ein großes Kieswerk der Firma Hülskens gelegen.

## Geschichte
1836 wurden 12 Einwohner in Milchplatz gezählt. Alle davon waren Katholiken und sie lebten in sechs Gebäuden. 1885 wurden 111 Einwohner gezählt, welche in 20 Wohngebäuden lebten.